# Гибралтар на Европском првенству у атлетици на отвореном 1966.
Гибралтар је учествовао на 8. Европском првенству на отвореном 1966 одржаном у Будимпешти, Мађарска, од 30. августа до 4. септембра. Ово је било прво Европско првенство на отвореном на којем је Гибралтар учествовао. Репрезентацију Гибралтара представљао је један такмичар који се такмичио у трци на 100 метара.
На овом првенству представник Гибралтара није освојио ниједну медаљу нити је остварио неки резултат.

## Учесници
Мушкарци:
- Џозеф Касагља — 100 м

## Резултати

### Мушкарци
| Атлетичар     | Дисциплина | Лични рекорд | Квалификације | Квалификације | Полуфинале           | Полуфинале           | Финале               | Финале       | Детаљи |
| Атлетичар     | Дисциплина | Лични рекорд | Резултат      | Место         | Резултат             | Место                | Резултат             | Место        | Детаљи |
| ------------- | ---------- | ------------ | ------------- | ------------- | -------------------- | -------------------- | -------------------- | ------------ | ------ |
| Џозеф Касагља | 100 м      |              | 12,4          | 7. у гр. 2    | Није се квалификовао | Није се квалификовао | Није се квалификовао | 35 / 35 (40) |        |